# Lankesteria brevior
Lankesteria brevior är en akantusväxtart som beskrevs av C. B. Cl.. Lankesteria brevior ingår i släktet Lankesteria och familjen akantusväxter. Inga underarter finns listade i Catalogue of Life.